# Carmo do Rio Claro (kommun)
Carmo do Rio Claro är en kommun i Brasilien.   Den ligger i delstaten Minas Gerais, i den sydöstra delen av landet, 600 km söder om huvudstaden Brasília. Antalet invånare är 20 426.
Följande samhällen finns i Carmo do Rio Claro:
- Carmo do Rio Claro

Omgivningarna runt Carmo do Rio Claro är en mosaik av jordbruksmark och naturlig växtlighet. Runt Carmo do Rio Claro är det ganska glesbefolkat, med 24 invånare per kvadratkilometer.